# Queen Kelly
Queen Kelly is een Amerikaanse dramafilm uit 1929 onder regie van Erich von Stroheim.

## Verhaal
Wanneer prins Wolfram verliefd wordt op een burgermeisje, wordt zij verbannen en door haar tante gedwongen te trouwen met een plantage-eigenaar uit de koloniën.

## Rolverdeling
| Acteur         | Personage         |
| -------------- | ----------------- |
| Gloria Swanson | Patricia Kelly    |
| Walter Byron   | Prins Wolfram     |
| Seena Owen     | Koningin Regina V |
| Tully Marshall | Jan Vryheid       |
| Sylvia Ashton  | Kelly's tante     |